# Evy Berggren
Evy Berggren (Skellefteå, Suecia, 16 de junio de 1934) es una gimnasta artística sueca, campeona olímpica en Helsinki 1952 en el concurso de equipos con aparatos.

## Carrera deportiva
En el Mundial de Basilea 1950 gana el oro en equipo, por delante del equipo de gimnastas francesas y de las italianas.
En los JJ. OO. de Helsinki 1952 consigue el oro en el concurso de equipos con aparatos (una modalidad similar a la gimnasia rítmica actual), por delante de las soviéticas y húngaras, siendo sus compañeras de equipo: Karin Lindberg, Ann-Sofi Pettersson, Gun Roring, Göta Pettersson, Ingrid Sandahl, Hjördis Nordin y Vanja Blomberg.
Dos años después, en el Mundial de Roma 1954 consigue bronce en salto de potro, tras la soviética Tamara Manina y su compatriota la sueca Ann-Sofi Pettersson.
Por último, en las Olimpiadas celebradas en Melbourne (Australia) en 1956 consigue una plata en equipo con aparatos, y el bronce en salto de potro.